# Coleophora enchitis
Coleophora enchitis é uma espécie de mariposa do gênero Coleophora pertencente à família Coleophoridae.